# کاکماخی
کاکماخی (به لاتین: Kakmakhi) یک منطقهٔ مسکونی در روسیه است که در شهرستان آگولسکی واقع شده‌است.